# Mistaman
Mistaman, pseudonimo di Alessandro Gomiero (Treviso, 11 settembre 1976), è un rapper italiano.

## Biografia
Mistaman ha debuttato nel mondo della musica nel 1994, quando fondò i Centro13 insieme a Ciacca, Frank Siciliano e DJ Shocca. La prima pubblicazione del gruppo è stato il demo Questi sono i fatti (1995), a cui ha fatto seguito l'album in studio Acciaio nel 1999, anno dello scioglimento del gruppo.
Nel 2001 ha realizzato insieme a DJ Shocca Colpi in aria, album in cui i due collaborano con Frank Siciliano per un totale di 11 tracce, tra cui un'ironica presa in giro a Claudio Baglioni, più una traccia fantasma. Tra il 2002 e il 2003 ha partecipato alla realizzazione di album come Questione di gusto di Jap e The Fottamaker di Asher Kuno.
Nel 2004 ha collaborato con una traccia in Street Flava 2nd Avenue, per l'emittente radiofonica Radio Italia Network e ha proseguito le sue collaborazioni con artisti minori. Nel gennaio 2005 ha pubblicato Parole, album contenente collaborazioni con Yoshi, Spregiudicati, Stokka & MadBuddy, Frank Siciliano e Mondo Marcio. Dopo Parole ha continuato a collaborare con artisti della scena rap underground italiana e nel 2008 ha pubblicato il secondo album in studio Anni senza fine. Nel corso dell'anno è arrivato alla fine della terza serata della manifestazione 2theBeat, sconfiggendo MadBuddy e Jesto, ma perdendo la finale contro Mastino; nella serata finale esce al primo turno contro Ensi.
Nel 2010 ha fondato insieme al rapper Cali e ai L.A.S.E.R. il gruppo Blasteroids, il quale ha dato vita all'album omonimo. Con questo album, Mistaman si è discostato maggiormente dal suo stile originario, avvicinandosi a sonorità elettrorap e a testi pop rap; lo stesso ha dichiarato comunque che Blasteroids si è trattato di una sperimentazione e non di un cambio di genere.
Il 29 febbraio 2012 ha pubblicato insieme a DJ Shocca La scatola nera, album composto da 10 brani tra cui una collaborazione con Ghemon.
Il 22 aprile 2014 ha pubblicato per l'etichetta Unlimited Struggle il suo terzo album da solista M-Theory, contenente 16 brani e collaborazioni con DJ Shocca, Mecna, Kiave, Johnny Marsiglia, Egreen, Frank Siciliano, Cali, Stokka & MadBuddy, tutti artisti legati alla Blue Struggle. Il 4 novembre 2016 è uscito l'album Realtà aumentata, composto da tredici brani.
Il 12 aprile 2019 Mistaman ha pubblicato il quinto album L'universo non esiste, nuovamente sotto la Unlimited Struggle.

## Discografia

### Da solista
- 2001 – Colpi in aria (con Shocca)
- 2005 – Parole
- 2008 – Anni senza fine
- 2012 – La scatola nera (con Roc-Beats aka DJ Shocca)
- 2014 – M-Theory
- 2016 – Realtà aumentata
- 2019 – L'universo non esiste
- 2022 – Dentro la mia mente

### Con i Centro13
- 1999 – Acciaio

### Con i Blasteroids
- 2010 – Blasteroids

### Altre collaborazioni
- 2000 – Ago feat. Mistaman - Città amara (da Metallo)
- 2000 – Marya feat. Mistaman - Scarti di galera (da Boanerghes - La figlia del tuono)
- 2000 – DJ Zeta feat. Mistaman - Scienza infusa (da ZETA2000)
- 2001 – Herman Medrano feat. Mistaman - Dimmidichitifidi (da 160x50)
- 2001 – Herman Medrano feat. Mistaman - Break! (da 160x50)
- 2001 – Zampa feat. Jap, CDB, Mistaman e Hazy - Vizi (da Gorilla guerriglia)
- 2001 – Frank Siciliano e DJ Shocca feat. Mista - Stesso Loop (da Monkey Island)
- 2001 – Tsu feat. Stokka & MadBuddy, Rookie, Mistaman e Frank Siciliano - Poveri vecchi (da Rime e ragioni)
- 2001 – Bassi Maestro feat. Tension, Biko, Kaso, Bruno, Mastino, Phra LC e Mistaman - Eight Bars (da Rapper italiano)
- 2002 – Jap feat. Zampa e Mistaman - Strade  (da Questione di gusto)
- 2003 – Asher Kuno feat. Jap, Zampa, Mistaman e Rido - Menti da rap (da The Fottamaker)
- 2003 – Stokka & MadBuddy feat. Mistaman, Frank Siciliano e DJ Shocca - Fuori dalla scatola  (da La cura del microfono)
- 2004 – Zampa feat. Mistaman e Frank Siciliano - Oggi (da Lupo solitario)
- 2004 – Zampa feat. Mistaman - Questo fuoco (da Lupo solitario)
- 2004 – Bassi Maestro feat. Mistaman - Gli ultimi testimoni (da Seven: The Street Prequel)
- 2004 – Bat One feat. Snake One, Gioba, Mistaman, Supa, Jack the Smoker, Gomez e Asher Kuno - Barre Pt. 4  (da Riprendiamoci tutto)
- 2004 – Bat One feat. Mistaman, Zampa, Jap e Mdj+ - Riprendiamoci tutto Pt. 2 (da Riprendiamoci tutto)
- 2004 – DJ Shocca feat. Mistaman - Adesso lo so (da 60 Hz)
- 2004 – KutMasta Kurt feat. Mistaman, DJ Shocca, Stokka & MadBuddy e Frank Siciliano - Se non sai (da Redneck Olympics)
- 2004 – Mas Mas feat. Zampa e Mistaman - Persi nella folla (da Shqiptalia)
- 2004 – Asher Kuno feat. Jap, Zampa, Mistaman e Rido - Menti da rap (da The Fottamaker)
- 2005 – Inoki feat. DJ Shocca, Mistaman, Frank Siciliano e Sandro - Per un bis (da The Newkingztape Vol. 1)
- 2005 – Mr. Phil feat. Mistaman, Frank Siciliano - Vorrei Pt. 2  (da Kill Phil)
- 2005 – OneMic feat. Mistaman - Le scelte che fai (da Sotto la cintura)
- 2006 – Bassi Maestro feat. Mistaman - Don't Call Me Mista (da Monkee Bizniz Vol. 2)
- 2006 – DJ Fede feat. Mistaman - Ti piace farlo (da Rock the Beatz)
- 2006 – Il Lato Oscuro Della Costa feat. Mistaman - Esploderò (da Artificious)
- 2006 – Ghemon Scienz feat. Mistaman - Il pezzo rap (da Soulvillians)
- 2007 – Mistaman feat. Giuann Shadai - Spacca tutto (da Struggle Music)
- 2007 – Mistaman feat. Frank Siciliano - Non c'è tempo per noi (da Struggle Music)
- 2007 – Mistaman feat. Frank Siciliano - Fatti portare giù 2007 (da Struggle Music)
- 2007 – Adrenalina boys feat. Mistaman - 100x100 (da 1985)
- 2007 – Franco Negrè feat. Hyst e Mistaman - Parlami di te (da Nomi cose e città)
- 2008 – Giuann Shadai feat. Mistaman - Gli accendini su (da Gli speciali)
- 2010 – Useless Wooden Toys feat. Mistaman - La bomba
- 2010 – Tacash feat. Mistaman - Microphone Vandal (da Trve Vandalz)
- 2011 – Fedez feat. Mistaman - Volevo fare il rapper RMX (da Tutto il contrario Remixtape)
- 2011 – J-Ax feat. Canesecco e Mistaman - Questi ragazzini (da Meglio prima (?))
- 2011 – Egreen feat. Mistaman - Peggio di me (da Entropia)
- 2011 – Takagi Beatz feat. J-Ax, Grido, Trap, Canesecco, Mistaman, Danti e Primo - Gangbang!
- 2012 – Ghemon feat. Mistaman, Mastino e Clementino - Dico bene (da Qualcosa è cambiato - Qualcosa cambierà Vol. 2)
- 2012 – Egreen, DJ Breeda, Enigma e Mistaman - Pendejos (da Machete Mixtape Vol II)
- 2012 – Mecna feat. Mistaman - Fuori (da Disco inverno)
- 2012 – James Cella feat. Tormento, Lefty e Mistaman - Non puoi buttarci giù (da James Fucking Cella)
- 2013 – Egreen feat. Mistaman e Bassi Maestro - The Big Pay Back (da Il cuore e la fame)
- 2013 – Johnny Marsiglia & Big Joe feat. Mistaman e Kiave - Loro dicono (da Orgoglio)
- 2014 – Jesto feat. Mistaman e Kiave - Solo se sei vero (da Supershallo 2)
- 2014 – Brakka & Pregioman feat. Mistaman - Next Level (da Improponibili)
- 2015 – Frank Siciliano feat. Mistaman - Tra sogno e realtà (da L.U.N.A.)